# Вулиця Буковинська (Львів)
Вулиця Букови́нська — вулиця у Шевченківському районі міста Львова, в місцевості Голоско. Починається від вулиці Варшавської та закінчується глухим кутом.
Сучасну назву вулиця отримала у другій половині XX століття, на згадку про історико-географічний регіон Буковина, розташований на українсько-румунському етнографічному прикордонні, у Центральній Європі. Забудована приватними садибами 1930-х років, а також присутня сучасна житлова забудова.